# Ivo Despot
Ivo Despot (Šibenik, 9. srpnja 1950. – 21. kolovoza 2017.), hrvatski veslač. Najbolji štroker u povijesti VK Krka.

## Životopis
Rođen je 9. srpnja 1950. godina. Član VK Krka. 1987-ih dio Krkina osmerca Ivo Despot, Janko Grbelja, Zdravko Huljev, Zdravko Gracin, Nikica Bujas, Stevo Macura, Dragan Cvitan, Mladen Ninić i kormilar Jadran Radovčić, koji je harao u veslačkim natjecanjima u Hrvatskoj i Jugoslaviji. Trener posade bio je Milivoj Boranić. Godine 1972. godine nastupio je na Olimpijskim igrama u Münchenu. Na Olimpijadu nije išao izvorni Krkin osmerac, nego su zadarska braća Bajlo uvrštena u posadu odlukom čelnika tadašnjeg VSJ-a, pa je osmerac činila kombinirana posada od šestorice šibenskih veslača i braće Bajlo. Posada je bila peta u 2. kvalifikacijskoj skupini. Sudionik Mediteranskih igara u Splitu 1979. kad je osvojio srebrenu medalju u četvercu bez kormilara. Dobio je nagradu za zaslužnog športskog djelatnika Šibensko-kninske županije.